# Max Zaspel
Max Zaspel (* 31. August 1914; † nach 1961) war ein deutscher Polizeioffizier in der Sowjetischen Besatzungszone und in der DDR. Er war Chef der Grenzpolizei und der Bezirksbehörde der Deutschen Volkspolizei (BDVP) Halle.

## Leben
Zaspel musste im Zweiten Weltkrieg Kriegsdienst in der Wehrmacht leisten. Während seines Einsatzes in Albanien trat er im September 1944 zu den albanischen Partisanen über. Von Oktober 1944 bis Januar 1945 war er im II. Bataillon der 4. Division der Nationalen Befreiungsarmee Albaniens am Räumen von Minen, am Bau von Brücken, Straßen und Telefonverbindungen beteiligt. Mit Paul Ludwig und anderen Deutschen gelangte er über Elbasani, Skopje und Belgrad bis zur ungarischen Grenze, wo sie am 21. Februar 1945 der im Raum Subotica-Szeged als Reserve eingesetzten 96. Schützendivision der Roten Armee angeschlossen wurden. Sie nahmen mit ihr noch an Kämpfen bei Szombathely teil, bevor sie gemeinsam mit österreichischen Antifaschisten am 11. Mai die Heimreise nach Wien antraten und dort am 13. Mai 1945 eintrafen.
Anschließend ging er in die Sowjetische Besatzungszone, wurde Mitglied der KPD (1946 der SED) und Angehöriger der Deutschen Volkspolizei (VP). Von 1948 bis 1949 war er als VP-Inspekteur (Oberst) Leiter der Hauptabteilung (HA) Schulung in der Deutschen Verwaltung des Innern (DVdI). Vom  20. Juli 1949 bis 15. September 1949 fungierte er als Leiter der Hauptabteilung Grenzpolizei (Nachfolger von Hermann Rentzsch ) im Rang eines Chefinspekteurs (Generalmajor). Wegen unerlaubter Entfernung vom Dienst wurde er seines Kommandos enthoben und zum VP-Kommandeur (Oberstleutnant) degradiert.
Nach der Bildung der Bezirke in der DDR war er von 1952 bis 1955 Chef der BDVP Halle im Rang eines VP-Inspekteurs. Am 17. Juni 1953 vormittags schlug Zaspel die Auseinandertreibung der Demonstration vor dem Stadtzentrum vor, was ihm vom sowjetischen Stadtkommandanten untersagt wurde. Nachmittags erließ er dann den Befehl zur Sicherung der staatlichen Objekte und erlaubte den Gebrauch der Schusswaffe, woraufhin acht Demonstranten und Unbeteiligte in der Stadt Halle ihr Leben verloren. 
Er wurde später mit dem Aufbau der Höheren Polizeischule in Berlin-Kaulsdorf beauftragt und war von 1955 bis 1958 deren Leiter. Danach war er kurzzeitig Leiter des Stabes im Ministerium des Innern der DDR und bis 1959 Stellvertretender Chef der Verwaltung Strafvollzug. Seine letzte Funktion bei der Volkspolizei war die des Stellvertreters Allgemein des Leiters der Hauptverwaltung Deutsche Volkspolizei (HVDVP) im Rang eines Obersts der VP.
Im Dezember 1961 beendete er einen Einjahreslehrgang an der Militärakademie Friedrich Engels (zusammen mit Hermann Gartmann, Rudolf Menzel, Josef Schütz, Walter Allenstein, Ottomar Pech, Rudolf Bossenz, Walter Borning, Fritz Clement und Willi Seifert).